# 유럽햄스터
유럽햄스터(Cricetus cricetus)는 비단털쥐과에 속하는 설치류의 일종이다., 검은배햄스터, 커먼햄스터로도 알려진 유럽비단털쥐속(Cricetus)의 유일종이다. 햄스터 중에서 가장 크다.
유라시아에 널리 분포하는 토착종으로 벨기에부터 알타이산맥과 러시아 예니세이 강까지 분포한다. 풍부하게 발견되는 지역에서는 농작물에 해를 끼치는 동물로 간주되며, 털을 얻기 위해 덫을 놓기도 한다. 한때 "관심대상종"으로 분류되었지만, 2020년 연구에서 개체수가 심각한 감소세를 보이고 있음이 확인되어 "멸종위급종"으로 재분류되었다.